# Rôni
Pour les articles homonymes, voir Roni.
Roniéliton Pereira Santos, plus communément appelé Rôni, est un footballeur brésilien né le 28 avril 1977.